# Euston Tower
La Euston Tower es un rascacielos situado en Londres, concretamente en el distrito de Camden. Cuenta con 36 plantas y 124 metros de altura.

## Historia
El complejo fue desarrollado por Joe Levy, quien compró propiedades a lo largo del lado norte de la Euston Road para poder construir dos bloques de torres con oficinas, tiendas y apartamentos. El edificio, que fue diseñado por Sidney Kaye Eric Firmin & Partners en estilo internacional y construido por George Wimpey, fue completado en 1970. Entre los primeros inquilinos se encontraban Inmarsat  y Capital Radio.
En el edificio también se encontraba el estudio de grabación Scorpio Sound, donde la banda de rock Queen grabó partes del álbum «A Night At The Opera» en el estudio, incluida la voz principal de la canción «Bohemian Rhapsody».